# Castelvetrano
Castelvetrano – miasto i gmina we Włoszech, w regionie Sycylia, w prowincji Trapani.

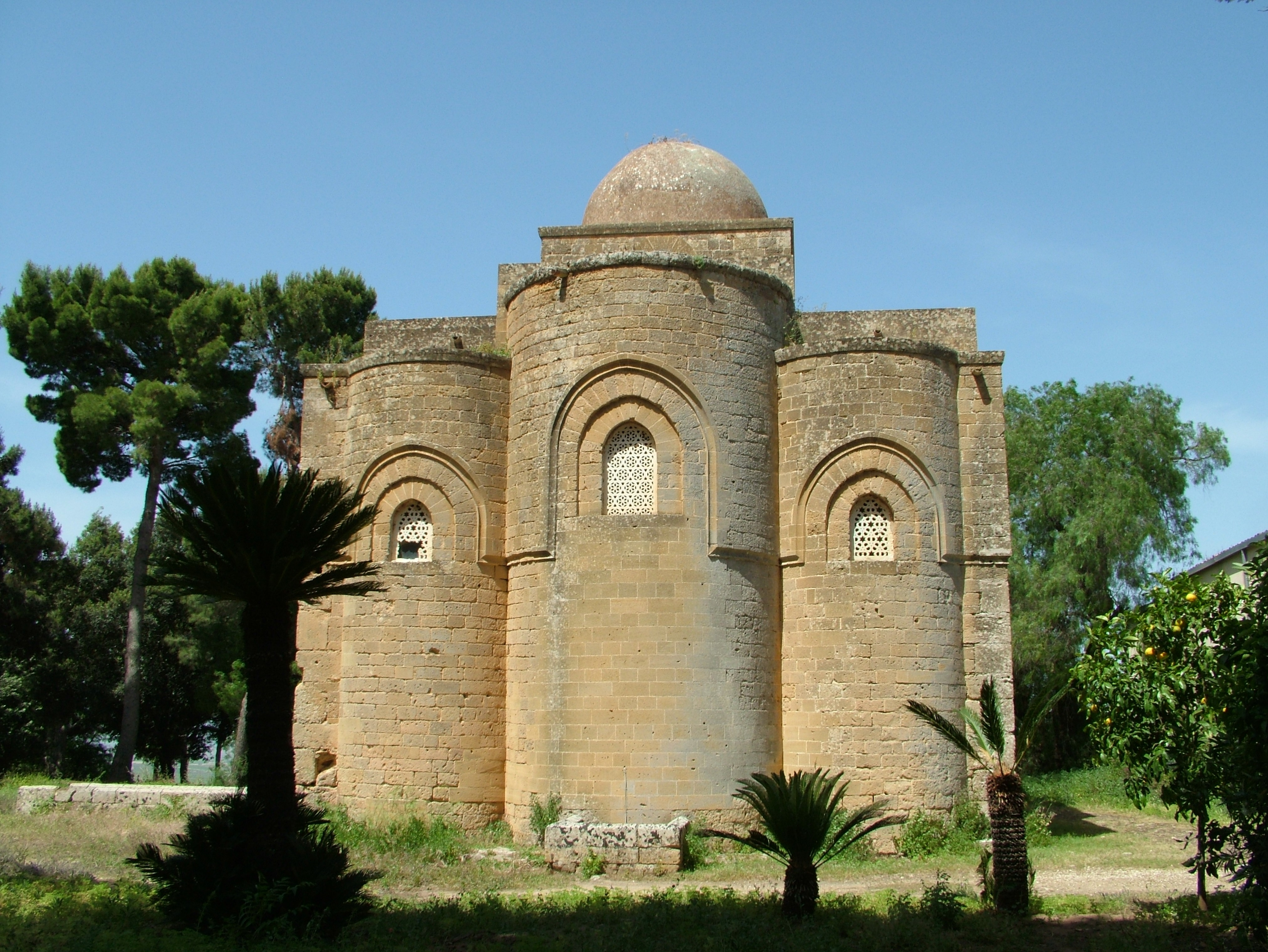
Kościół Św. Trójcy

Według danych na rok 2004 gminę zamieszkiwały 27 243 osoby, 132,2 os./km².
Miejsce urodzenia Giovanniego Gentile, jednego z najwybitniejszych filozofów włoskich XX w., a także Matteo Messina Denaro, przywódcy La Cosa Nostra.